# Thyago Piffer
Thyago Santi Piffer (San Paolo, 6 settembre 1982) è un giocatore di calcio a 5 brasiliano naturalizzato italiano.

## Carriera

### Club
Ultimo fisicamente dotato, nel 2004 debutta in Serie A nelle file dell'Augusta, mettendosi in mostra per la notevole affidabilità difensiva. La stagione seguente viene acquistato dalla Lazio dove si trattiene una sola stagione, prima di essere ceduto al Reggio nell'estate del 2006. Problemi di ambientamento frenano le prestazioni del giocatore che dopo appena qualche mese rescinde il contratto per accasarsi alla Pro Scicli in Serie A2. Con i siciliani vince immediatamente il girone B della categoria, guadagnando la promozione nella massima serie. La squadra non soffre particolarmente il salto di categoria, ottenendo la salvezza senza passare per gli spareggi e partecipando al primo turno dei play-off scudetto. Motivi familiari e alcune difficoltà nel rinnovo del contratto spingono il giocatore a tornare per un anno in patria; nell'estate 2009 ritorna in Serie A2 per vestire la maglia dello Sport Five dove giocavano gli ex compagni Leandro e Fininho. Nel dicembre successivo, la colonia di ex sciclitani si amplia con gli arrivi di Bachega e Silveira: l'affiatamento tra i giocatori trascina il resto della squadra alla vittoria dei play-off. Dopo due stagioni positive nella massima serie con i putignanesi, il giocatore decide di tornare in Brasile per concludere la carriera.

### Nazionale
In possesso della doppia cittadinanza, il 26 ottobre 2005 esordisce con la Nazionale di calcio a 5 dell'Italia nell'incontro amichevole vinto per 7-3 contro il Paraguay. Nell'ottobre 2006 il ct Alessandro Nuccorini lo inserisce nella lista definitiva dei convocati per il Grand Prix de Futsal 2006, concluso dagli azzurri al secondo posto dietro i padroni di casa del Brasile.

## Palmarès
- Campionato di Serie A2: 1

Pro Scicli: 2006-07